# Komuna e Pezës
Komuna e Pezës är en kommun i Albanien.   Den ligger i prefekturen Qarku i Tiranës, i den centrala delen av landet, 15 km sydväst om huvudstaden Tirana.
```
Runt Komuna e Pezës är det tätbefolkat, med 
331
 invånare per kvadratkilometer.
[
2
]
```